# Antipalus reginae
Antipalus reginae là một loài ruồi trong họ Asilidae. Antipalus reginae được Moucha & Hradský miêu tả năm 1966. Loài này phân bố ở vùng Cổ Bắc giới.